# Amir Chammasz
Amir Chammasz (ur. 14 listopada 1924 w As-Salt, zm. 13 lutego 2010 w Ammanie) – jordański wojskowy, minister obrony Jordanii w 1969, doradca króla Jordanii Husajna.

## Życiorys
Służył w artylerii Legionu Arabskiego. Następnie został wysłany do Wielkiej Brytanii na szkolenie lotnicze, stając się w 1950 pierwszym jordańskim pilotem wojskowym. W 1958, również jako pierwszy Jordańczyk, odbył szkolenie w United States Army Command and General Staff College w Fort Leavenworth. Po powrocie do kraju został szefem sztabu jordańskich sił zbrojnych, które gruntownie zreformował. W maju 1967 był wysłannikiem króla Jordanii Husajna do prezydenta Egiptu Dżamala abd an-Nasira i przekazał mu wiadomość, że mimo złych stosunków jordańsko-egipskich w poprzednich latach Jordania jest gotowa zawrzeć z Egiptem porozumienie wojskowe i wziąć udział w wojnie z Izraelem. Porozumienie takie zostało zawarte 30 maja 1967. Wojna rozpoczęta przez państwa arabskie w czerwcu zakończyła się ich całkowitą klęską. Chammasz zachował jednak stanowisko szefa sztabu wojsk jordańskich. Odszedł z niego w 1969 i wszedł do rządu Abd al-Munima ar-Rifa’ia jako minister obrony. W kolejnym gabinecie, czwartym rządzie Bahdżata at-Talhuniego, był ministrem obrony i transportu.
W kolejnych latach pozostawał jednym z bliskich doradców króla Husajna. Pięciokrotnie otrzymywał od niego nominację na senatora, dwukrotnie powierzano mu kierowanie dworem królewskim. W czasie przygotowań do kolejnej wojny arabsko-izraelskiej, w 1973, Chammasz przekazał prezydentowi Egiptu Anwarowi as-Sadatowi żądania króla Husajna, by nie dopuszczać do sytuacji, by jak sześć lat wcześniej jordańskie wojska lądowe wzięły udział w walce nie mając wsparcia sił powietrznych. Chammasz był przeciwnikiem udziału Jordanii w kolejnej wojnie przeciwko Izraelowi.